# Knockalongy
Knockalongy är ett berg i republiken Irland.   Det ligger i grevskapet Sligo och provinsen Connacht, i den norra delen av landet, 190 km nordväst om huvudstaden Dublin. Toppen på Knockalongy är 544 meter över havet. Knockalongy ingår i Slieve Gamph.
Terrängen runt Knockalongy är kuperad åt sydväst, men åt nordost är den platt. Knockalongy är den högsta punkten i trakten. Runt Knockalongy är det mycket glesbefolkat, med 3 invånare per kvadratkilometer. Närmaste större samhälle är Tobercurry, 16,3 km söder om Knockalongy. Trakten runt Knockalongy består i huvudsak av gräsmarker.